# Postvæsen
Et postvæsen er en offentlig organisation, som driver befordring af breve, tidsskrifter og pakker o.lign. overordnet kaldet post.
Siden 1800-tallet er nationale postvæsener traditionelt blevet etableret som statslige monopoler med forhåndsbetalt afgift i form af frimærker. De statslige monopoler omfatter sædvanligvis ikke bud- og kurertjenester. Fra 1990'erne er der i flere lande omfattende processer i gang for at afskaffe monopol på postbefordring og privatisere postvæsenet. Private postbefordrere er som regel bundet af statslige forskrifter.

## Historien
Kommunikation ved hjælp af skriftlige dokumenter båret af en mellemmand fra én person eller sted til en anden går næsten helt sikkert tilbage til skriftens opfindelse. Udviklingen af formelle postsystemer skete dog meget senere. Den første dokumenterede brug af en organiseret kurertjeneste til formidling af skriftlige dokumenter er i Egypten, hvor faraoer brugte kurerer til at udsende dekreter i hele statens territorium (2400 f.v.t.). Den tidligste overlevende post er også egyptisk, dateret til 255 f.v.t. Men den første troværdige påstand om udviklingen af et rigtigt postsystem kommer fra det gamle Persien (Iran).

Det gamle persien (Iran)
Den første troværdige påstand om udviklingen af et rigtigt og offentligt postsystem kommer fra det gamle Persien. Det bedst dokumenterede krav (Xenophon) tilskriver opfindelsen den persiske konge Cyrus den Store (550 f.v.t.), som gav mandat til, at hver provins i hans rige ville organisere modtagelse og levering af post til hver af dens borgere. Andre forfattere krediterer hans efterfølger Darius I af Persisk (521 f.v.t.). Andre kilder hævder meget tidligere datoer for et assyrisk postsystem, med kredit givet til Hammarabi (1700 f.v.t.) og Sargon II (722 f.v.t.). Mail har muligvis ikke været denne posttjenestes primære mission. Systemets rolle som et efterretningsindsamlingsapparat er veldokumenteret, og tjenesten blev (senere) kaldt angariae, et begreb der med tiden kom til at indikere et skattesystem. Det Gamle Testamente (Ester, VIII) nævner dette system: Ahasverus, konge af Medes, brugte kurerer til at kommunikere sine beslutninger.
Det persiske system fungerede ved hjælp af stationer (kaldet Chapar-Khaneh), hvorfra meddelelsesbæreren (kaldet Chapar) ville ride til den næste post, hvorefter han skiftede sin hest ud med en frisk for maksimal ydeevne og leveringshastighed. Herodot beskrev systemet på denne måde: "Det siges, at lige så mange dage som der er på hele rejsen, så mange er de mænd og heste, der står langs vejen, hver hest og mand i intervallet af en dags rejse; og disse holdes hverken af sne eller regn eller varme eller mørke fra at gennemføre deres aftalte kurs med al hast". Verset er fremtrædende på New Yorks James Farley Post Office, selvom det bruger oversættelsen "Hverken sne eller regn eller varme eller nattens mørke udsætter disse kurerer fra den hurtige afslutning af deres aftalte runder".

## Postvæsenet i Norden
De nordiske postmonopoler bliver liberaliseret.
Den 24. juni 2009 fusionerede Posten AB i Sverige med Post Danmark A/S og det nye fællesejede selskab Posten Norden AB blev grundlagt. Det nye selskab forventer en omsætning på omkring 35 milliarder danske kroner og har ca. 50.000 ansatte.
Posten Norge havde i 2007 driftsindtægter på 27.4 millioner kroner.[kilde mangler]
Posten i Finland bliver markedsført under to mærkevarer: Posten for privatpersoner og Itella for forretningskunder. Itella havde i 2007 en omsætning på omkring 14 milliarder kroner.
I 2008 etablerede Itella og Posten Norge et fælles selskab indenfor elektronisk handel i Norge.